# Chemise (technique)
Pour les articles homonymes, voir Chemise (homonymie).
 (janvier 2017).
Si vous disposez d'ouvrages ou d'articles de référence ou si vous connaissez des sites web de qualité traitant du thème abordé ici, merci de compléter l'article en donnant les références utiles à sa vérifiabilité et en les liant à la section « Notes et références ».

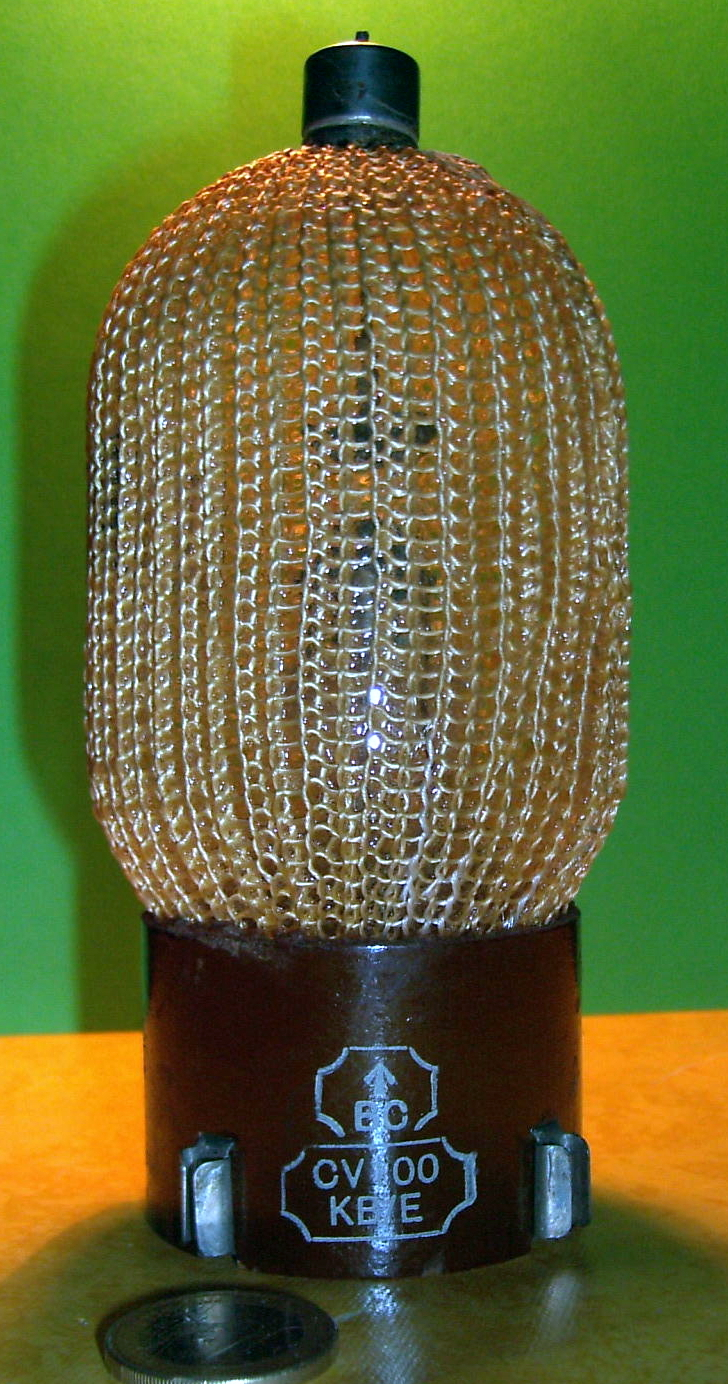
Un trigatron 100 VC avec chemisage en résille.

Une chemise est une enveloppe cylindrique ou un tube entourant une pièce cylindrique. Elle exerce généralement un rôle de rigidification ou de contention d'une membrane.

## Moteur à combustion
La chemise est un tube métallique inséré dans certains cylindres et dans lequel coulisse le piston. 

### Types de chemises
Il existe 2 types de chemises :
Chemise humide ou chemise amovibleUsinée avant montage dans de l’acier ou de la fonte plus résistante à l’usure que le matériau du bloc-cylindres. Pour la grande série, comme dans l’industrie automobile, la chemise est coulée par centrifugation sur des chantiers automatisés (carrousel de centrifugation). Il est possible de remplacer les chemises lorsqu’elles sont usées ou endommagées. Pour réduire le diamètre de la chemise on la plonge dans de l’azote liquide juste avant le montage.
Chemise sècheelle fait partie intégrante du cylindre (coulée en même temps et donc non démontable).

### Moteurs deux temps
Dans un moteur à 2 temps, la chemise (quand il y en a une) comporte les orifices de transfert et d’échappement et parfois d'admission concordant avec ceux du cylindre.

### Refroidissement
L'appellation de "chemise à ailettes" est employée très minoritairement pour des cylindres à ailettes utilisés dans les moteurs à refroidissement à air afin améliorer les échanges thermiques avec l'atmosphere.

## Lexique
- Chemisage : c’est le montage d’une chemise dans le bloc-cylindres.
- Réalésage ou re-chemisage : c’est l’usinage des chemises qui a pour effet, en agrandissant très légèrement leur diamètre, de faire disparaître leur ovalisation due à l’usure, les rayures dues à un défaut de lubrification, ou pour augmenter la cylindrée du moteur. Cette opération entraîne le montage de nouveaux pistons et segments adaptés au nouveau diamètre.